# Повіт Шімаджірі
Пові́т Шімадж́ірі (яп. 島尻郡, しまじりぐん, МФА: [ɕimad͡ʑiɾʲi guɴ]) — повіт в Японії, в префектурі Окінава. Станом на 1 вересня 2023 року населення складало 105 822 осіб, а густота населення 451 осіб/км2. Площа повіту складала 234.89 км2.

## Адміністративний поділ
Повіт складається з чотирьох міст та восьми сіл.

### Містечка
- Йонабару (与那原町)
- Хаебару (南風原町)
- Яесе (八重瀬町)
- Кумеджіма (久米島町)

### Села
- Токашікі (渡嘉敷村)
- Дзамамі (座間味村)
- Аґуні (粟国村)
- Тонакі (渡名喜村)
- Мінамі-Дайто (南大東村)
- Кіта-Дайто (北大東村)
- Іхея (伊平屋村)
- Ідзена (伊是名村)